# Jugend trainiert für Olympia & Paralympics/Hockey
| Hockey |

Das Bundesfinale im Hockey des Schulwettbewerbes Jugend trainiert für Olympia & Paralympics findet im Rahmen des Herbstfinales statt, in der Regel Mitte Oktober. Es wird je ein Turnier für Mädchen und Jungen in der Wettkampfklasse III (12 – 14 Jahre) ausgetragen. Startberechtigt sind die Landessieger der 16 Bundesländer. Nach einem Probelauf im Jahre 1976 in Heidelberg ist Hockey fester Bestandteil von JTFO.
Die bisherigen Bundessieger in den beiden Hockey-Turnieren:

## Bundessieger Hockey
| Jahr | Mädchen                                       | Jungen                                     |
| ---- | --------------------------------------------- | ------------------------------------------ |
| 1976 | Englisches Institut (Heidelberg)              | Englisches Institut (Heidelberg)           |
| 1977 | Albert-Schweitzer-Gymnasium (Hamburg)         | Gymnasium am Moltkeplatz (Krefeld)         |
| 1978 | Albert-Schweitzer-Gymnasium (Hamburg)         | Gymnasium am Moltkeplatz (Krefeld)         |
| 1979 | Kaiser-Wilhelm-Gymnasium (Hannover)           | Schadow-Oberschule (Berlin)                |
| 1980 | Mataré-Gymnasium (Meerbusch)                  | Gymnasium Raabeschule (Braunschweig)       |
| 1981 | Werner-Heisenberg-Schule (Leverkusen)         | Gelehrtenschule des Johanneums (Hamburg)   |
| 1982 | Gutenberg-Gymnasium (Wiesbaden)               | Gelehrtenschule des Johanneums (Hamburg)   |
| 1983 | Schadow-Oberschule (Berlin)                   | Englisches Institut (Heidelberg)           |
| 1984 | Gelehrtenschule des Johanneums (Hamburg)      | Helmholtz-Gymnasium (Essen)                |
| 1985 | Gymnasium Hochrad (Hamburg)                   | Dreikönigsgymnasium (Köln)                 |
| 1986 | Gymnasium Hochrad (Hamburg)                   | Karolinen-Gymnasium (Frankenthal)          |
| 1987 | Kaiser-Wilhelm-Gymnasium (Hannover)           | Luisenschule (Mülheim)                     |
| 1988 | Goetheschule (Essen)                          | Gelehrtenschule des Johanneums (Hamburg)   |
| 1989 | Schadow-Oberschule (Berlin)                   | Ökonomisches Gymnasium (Bremen)            |
| 1990 | Schadow-Oberschule (Berlin)                   | Immanuel-Kant-Schule (Rüsselsheim)         |
| 1991 | Schadow-Oberschule (Berlin)                   | Quirinus-Gymnasium (Neuss)                 |
| 1992 | Gymnasium Steglitz (Berlin)                   | Otto-Pankok-Schule (Mülheim)               |
| 1993 | Schillerschule (Frankfurt)                    | Otto-Pankok-Schule (Mülheim)               |
| 1994 | Diltheyschule (Wiesbaden)                     | Otto-Pankok-Schule (Mülheim)               |
| 1995 | Wilhelm-Gymnasium (Hamburg)                   | Immanuel-Kant-Schule (Rüsselsheim)         |
| 1996 | Diltheyschule (Wiesbaden)                     | Gymnasium Broich (Mülheim)                 |
| 1997 | Gymnasium Hochrad (Hamburg)                   | Gymnasium Hochrad (Hamburg)                |
| 1998 | Cecilien-Gymnasium (Düsseldorf)               | Werner-Heisenberg-Gymnasium (Bad Dürkheim) |
| 1999 | Gymnasium Hochrad (Hamburg)                   | Quirinus-Gymnasium (Neuss)                 |
| 2000 | Melanchthon-Gymnasium (Nürnberg)              | Quirinus-Gymnasium (Neuss)                 |
| 2001 | Sportgymnasium (Leipzig)                      | Wilma-Rudolph-Oberschule (Berlin)          |
| 2002 | Elsa-Brändström-Schule (Hannover)             | Gelehrtenschule des Johanneums (Hamburg)   |
| 2003 | Hans-Sachs-Gymnasium (Nürnberg)               | Wilma-Rudolph-Oberschule (Berlin)          |
| 2004 | Gymnasium Marienberg (Neuss)                  | Wilma-Rudolph-Oberschule (Berlin)          |
| 2005 | Schadow-Gymnasium (Berlin)                    | Ludwigsgymnasium (Köthen)                  |
| 2006 | Schadow-Gymnasium (Berlin)                    | Gymnasium Broich (Mülheim)                 |
| 2007 | Landfermann-Gymnasium (Duisburg)              | Carl-von-Ossietzky-Gymnasium (Hamburg)     |
| 2008 | Kaiser-Wilhelm- und Ratsgymnasiums (Hannover) | Ökumenisches Gymnasium (Bremen)            |
| 2009 | Karolinen-Gymnasium (Rosenheim)               | Ökumenisches Gymnasium (Bremen)            |
| 2010 | Karolinen-Gymnasium (Rosenheim)               | Luisenschule (Mülheim)                     |
| 2011 | Luisenschule (Mülheim)                        | Karolinen-Gymnasium (Frankenthal)          |
| 2012 | Luisenschule (Mülheim)                        | Gymnasium am Moltkeplatz (Krefeld)         |
| 2013 | Karl-Rehbein-Schule (Hanau)                   | Gymnasium am Moltkeplatz (Krefeld)         |
| 2014 | Luisenschule (Mülheim)                        | Bertolt-Brecht-Schule (Nürnberg)           |
| 2015 | Gymnasium am Moltkeplatz (Krefeld)            | Gymnasium Broich (Mülheim)                 |
| 2016 | Karl-Rehbein-Schule (Hanau)                   | Gymnasium Hochrad (Hamburg)                |
| 2017 | Martino-Katharineum (Braunschweig)            | Lessing-Gymnasium (Frankfurt a. M.)        |
| 2018 | Oberschule an der Ronzelenstraße (Bremen)     | Humboldt-Gymnasium (Düsseldorf)            |
| 2019 | Oberschule an der Ronzelenstraße (Bremen)     | Gymnasium München-Nord (München)           |
| 2020 | wegen der Corona-Pandemie ausgefallen         | wegen der Corona-Pandemie ausgefallen      |
| 2021 | wegen der Corona-Pandemie ausgefallen         | wegen der Corona-Pandemie ausgefallen      |
| 2022 | Otto-Hahn-Gymnasium (Ludwigsburg)             | Otto-Hahn-Gymnasium (Ludwigsburg)          |
| 2023 | Albert-Schweitzer-Gymnasium (Hamburg)         | Wilhelm-Gymnasium (Hamburg)                |
| 2024 | Melanchthon-Gymnasium (Nürnberg)              | Otto-Hahn-Gymnasium (Ludwigsburg)          |